# Mikronezja
Mikronezja, Sfederowane Stany Mikronezji (ang. Micronesia, Federated States of Micronesia) – państwo na Oceanie Spokojnym, obejmujące większą część wysp Mikronezji. Używana jest także błędna nazwa Federacja Mikronezji.
Mikronezja była w przeszłości Powierniczymi Wyspami Pacyfiku – obszarem powierzonym przez ONZ administracji Stanów Zjednoczonych. W roku 1979 Mikronezja przyjęła konstytucję, a w 1986, na mocy Porozumienia o wolnym stowarzyszeniu, uzyskała niepodległość.

## Ustrój polityczny
Konstytucja z roku 1979 zapewnia Mikronezji niezależność rządu, a obywatelom tego kraju gwarantuje pełnię praw politycznych i swobód obywatelskich. W jednoizbowym Kongresie zasiada 14 członków wybieranych w głosowaniu powszechnym. Czterech senatorów – po jednym z każdego stanu – sprawuje czteroletnie kadencje, pozostałych 10 reprezentuje podzielone według liczby ludności okręgi jednomandatowe, są oni wybierani na okres 2 lat. Władzę wykonawczą sprawują prezydent i wiceprezydent, którzy są wyznaczani spośród czterech stanowych senatorów również na czteroletni okres – ich miejsca w Kongresie zajmują wówczas deputowani wyłaniani w wyborach specjalnych. Prezydenta wspiera wyznaczony rząd. Oficjalnie nie ma partii politycznych.

### Podział administracyjny
W skład Sfederowanych Stanów Mikronezji wchodzą cztery stany:
- Chuuk – stolica: Weno
- Kosrae – stolica: Tofol
- Pohnpei – stolica: Kolonia
- Yap – stolica: Colonia.

## Geografia

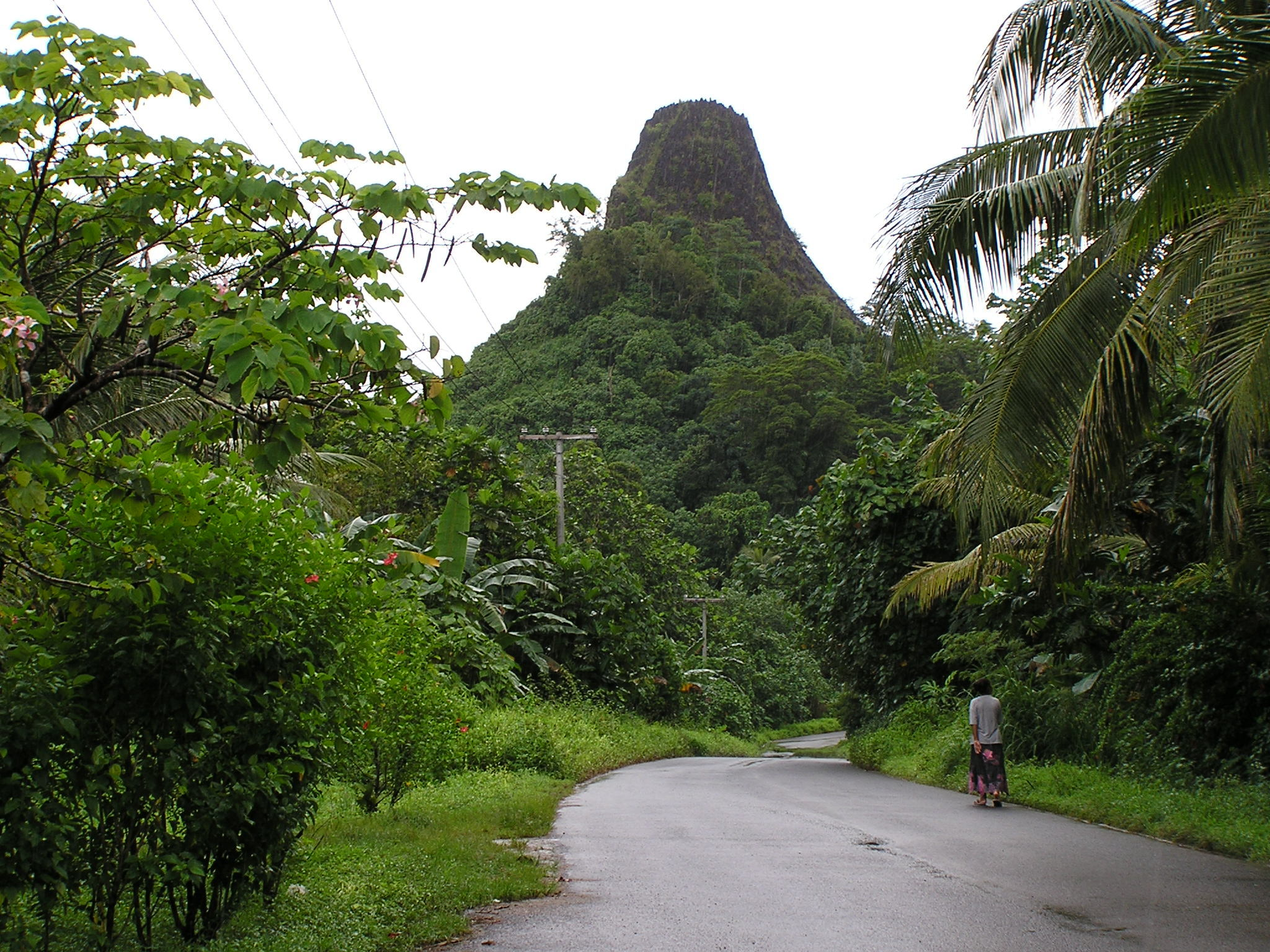
Pwusehn Malek na Pohnpei

Mikronezja składa się z 607 wysp rozciągających się na długości 2900 km wzdłuż archipelagu Karolinów na wschód od Filipin. Cztery grupy wysp składowych to: Yap, Chuuk (do stycznia 1990 Truk), Pohnpei (do listopada 1984 Ponape) oraz Kosrae. Stolicą państwa jest Palikir, leżący na Pohnpei. Linia brzegowa ma długość 6112 km, a najwyższym punktem jest liczący 782 m n.p.m. Mount Nanlaud.
Mikronezja leży w strefie klimatów tropikalnych z równomiernymi, dość wysokimi temperaturami w ciągu roku. Opady deszczu są tu bardzo obfite. Pohnpei, z opadami rocznymi rzędu 8,4 m, jest jednym z najwilgotniejszych miejsc na świecie. Cyklicznie występują tu jednak pory suche: gdy El Niño przemieszcza się w rejon zachodniego Pacyfiku, wody gruntowe opadają bardzo znacząco. W ciągu roku dużym niebezpieczeństwem, zwłaszcza dla nisko osadzonych atoli, są tajfuny.

## Religia
Struktura religijna kraju w 2010 roku według Pew Research Center:
- katolicy: 52,7%  Osobny artykuł: diecezja Karolinów.
- protestanci: 41,7%
- wyznawcy tradycyjnych religii plemiennych: 2,7%
- inni chrześcijanie: 1,0% (w tym mormoni i świadkowie Jehowy)  Osobny artykuł: Świadkowie Jehowy w Mikronezji.
- ateiści: 0,9%
- buddyści: 0,4%
- wyznawcy innych religii: 0,6%.

## Historia

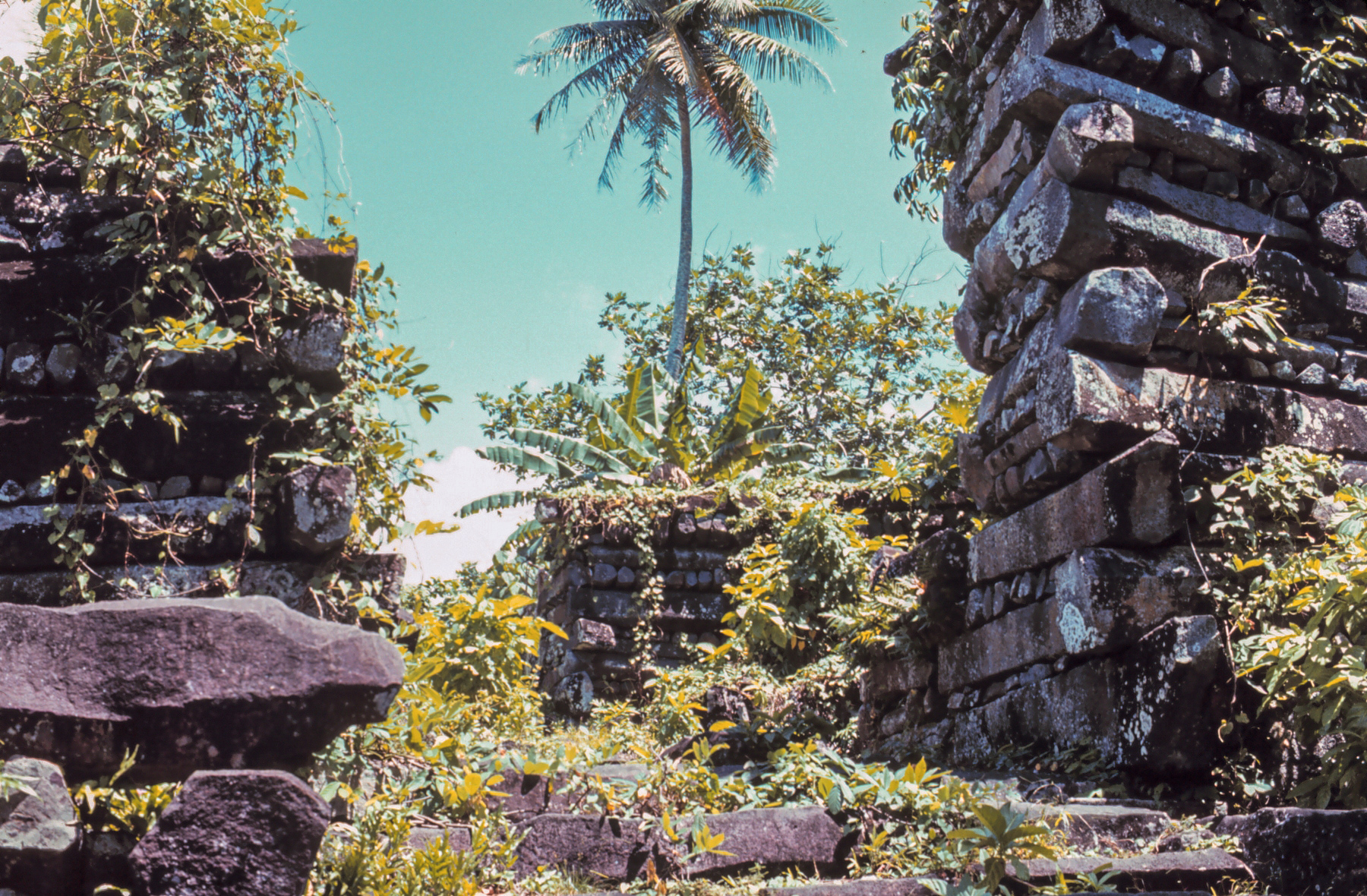
Nan Madol

Przodkowie dzisiejszych Mikronezyjczyków osiedlili się w tym rejonie już 4000 lat temu. Rozproszone, prymitywne osady stopniowo ewoluowały w kierunku bardziej spójnej ekonomicznie i religijnie cywilizacji skoncentrowanej na wyspie Yap. Od V do XV wieku położony opodal Pohnpei zespół sztucznych wysepek połączonych siecią kanałów był siedzibą dynastii Saudeleur, która swoim panowaniem obejmowała blisko 25 000 ludności. Nan Madol z powodu swojej specyficznej budowy bywa często nazywany Wenecją Pacyfiku.
W 1899 roku Mikronezja weszła do niemieckiej strefy wpływów, a od 1914 była zarządzana przez Japończyków. Gdy Japonia wystąpiła z Ligi Narodów w 1933, organizacja zażądała zwrotu wysp, ale Japończycy, uznając je za swoją kolonię, anektowali je w 1934. W 1947 ONZ włączyła ten obszar do Powierniczego Terytorium Wysp Pacyfiku, pod kontrolą Stanów Zjednoczonych. Podczas II wojny światowej w pobliżu wyspy Truk bazę swoją miała flota japońska, a w lutym 1944 w miejscu tym odbyła się operacja Hailstone – jedna z najważniejszych bitew morskich całej wojny.
10 maja 1979 cztery dystrykty terytoriów powierniczych zatwierdziły konstytucję i przyjęły nazwę Sfederowanych Stanów Mikronezji. Od 3 listopada 1986 Mikronezja pozostaje w wolnym stowarzyszeniu ze Stanami Zjednoczonymi. Na podstawie Rezolucji Rady Bezpieczeństwa ONZ nr 703 z 9 sierpnia 1991 roku Mikronezja została członkiem ONZ.

## Gospodarka
Gospodarka Mikronezji opiera się głównie na drobnym rolnictwie i rybołówstwie. Wyspy posiadają kilka dość znaczących złóż mineralnych, z których najważniejszym jest guano. W jego eksploatacji kraj zajmuje 3. miejsce na świecie. Mikronezja ma bardzo duży potencjał turystyczny, ale geograficzne odosobnienie i brak odpowiedniej infrastruktury utrudniają rozwój tej dziedziny. Głównym źródłem dochodu tego państwa jest finansowa pomoc USA (ponad 1,3 miliarda dolarów w latach 1986–2001). W kraju rozwija się przemysł spożywczy.
PKB na mieszkańca 2000$ (2002).

## Kultura

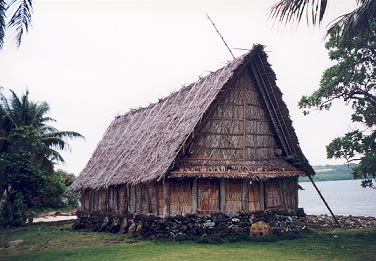
Faluw – tradycyjny długi dom ludności Yap

Każdy z czterech stanów składowych ma własną kulturę i tradycje, ale da się zauważyć powiązania między nimi. Bardzo ważną rolę odgrywają relacje rodzinne oraz klanowe.
Święta narodowe:
- 10 maja – Dzień Konstytucji (Constitution Day), obchodzony od 1978
- 24 października – Dzień Narodów Zjednoczonych (United Nations Day)